# اومیتاما، ایباراکی
اومیتاما در استان ایباراکی در کشور ژاپن  واقع شده‌است  که دارای جمعیت ۵۲٬۸۳۴ نفر و مساحت ۱۴۰٫۲۱ کیلومتر مربع با تراکم جمعیت ۳۷۷  نفر در کیلومترمربع است و در تاریخ ۲۷ مارس ۲۰۰۶ به عنوان شهر شناخته شد.